# Rajpura
Rajpura là một thành phố và là nơi đặt hội đồng đô thị (municipal council) của quận Patiala thuộc bang Punjab, Ấn Độ.

## Địa lý
Rajpura có vị trí 30°29′B 76°36′Đ / 30,48°B 76,6°Đ Nó có độ cao trung bình là 259 mét (849 feet).

## Nhân khẩu
Theo điều tra dân số năm 2001 của Ấn Độ, Rajpura có dân số 82.551 người. Phái nam chiếm 53% tổng số dân và phái nữ chiếm 47%. Rajpura có tỷ lệ 74% biết đọc biết viết, cao hơn tỷ lệ trung bình toàn quốc là 59,5%: tỷ lệ cho phái nam là 78%, và tỷ lệ cho phái nữ là 70%. Tại Rajpura, 11% dân số nhỏ hơn 6 tuổi.